# Championnat d'Espagne de football 1939-1940
Navigation
Primera División 1935-36 Primera División 1940-41
Le championnat d'Espagne de football 1939-1940 est la 9e édition du championnat. La compétition est remportée par l'Atlético Aviación, aujourd'hui appelé Atlético Madrid. Organisé par la Fédération espagnole de football, le championnat se déroule du 3 décembre 1939 au 28 avril 1940. C'est la première édition du championnat disputée depuis la fin de la guerre d'Espagne.
Le club madrilène l'emporte avec un point d'avance sur le Séville FC et trois sur le tenant du titre, l'Athletic Bilbao.
Le système de promotion/relégation est modifié depuis la dernière saison : descente et montée automatique, sans matchs de barrage pour les deux derniers de première division et le premier de deuxième division, match de barrage entre le dixième de première division et le deuxième de division 2. Le Racing Santander et le Betis Balompié sont relégués en deuxième division, ils sont remplacés par le Real Murcie et le Real Oviedo, ce club ayant bénéficié d'une dispense spéciale d'une saison, en raison de son incapacité à évoluer dans un stade, le sien ayant été détruit lors de la guerre d'Espagne.
L'attaquant espagnol Víctor Unamuno, de l'Athletic Bilbao, termine meilleur buteur du championnat avec 20 réalisations. Sansón (Celta de Vigo) devient le plus jeune joueur de l'histoire à avoir joué en Liga (15 ans et 255 jours).

## Règlement de la compétition
Le championnat de Primera División est organisé par la Fédération espagnole de football, il se déroule du 3 décembre 1939 au 28 avril 1940.
Il se dispute en une poule unique de douze équipes qui s'affrontent à deux reprises, une fois à domicile et une fois à l'extérieur. L'ordre des matchs est déterminé par un tirage au sort avant le début de la compétition.
Le classement final est établi en fonction des points gagnés par chaque équipe lors de chaque rencontre : deux points pour une victoire, un pour un match nul et aucun en cas de défaite. En cas d'égalité de points entre deux ou plusieurs de clubs en fin de championnat, le classement se fait à la différence de buts. L'équipe possédant le plus de points à la fin de la compétition est proclamée championne. Les deux derniers du championnat sont relégués en Segunda División, ils sont remplacés à ce niveau par le premier de la phase finale de ce championnat et par le Oviedo FC. Le dixième du championnat doit disputer un barrage de relégation face au deuxième de la phase finale d'accession pour conserver sa place en Primera División.

## Équipes participantes
| \| H. Alicante A. Bilbao Betis Balompié Séville FC Celta Vigo R. Santander CA Aviación Madrid FC FC Barcelone Espanyol Saragosse FC Valence CF \| Localisation des clubs engagés dans le championnat. |
| H. Alicante A. Bilbao Betis Balompié Séville FC Celta Vigo R. Santander CA Aviación Madrid FC FC Barcelone Espanyol Saragosse FC Valence CF                                                           |

Oviedo FC bénéficie d'une dispense spéciale pour ne pas disputer cette saison et obtient d'être réintégré la saison suivante, son stade ayant été détruit pendant la guerre d'Espagne. Pour remplacer l'équipe d'Oviedo, un barrage est disputé entre les deux derniers de la saison d'avant-guerre. La rencontre opposant l'Osasuna Pampelune au Club Atlético Aviación, ancien nom de l'Atlético Madrid, se déroule le 26 novembre 1939. Les Madrilènes s'imposent sur le score de trois à un.
Le Saragosse FC et le Celta Vigo font leurs débuts à ce niveau de la compétition.
| Clubs                  | Ville     | Stade        |
| ---------------------- | --------- | ------------ |
| Hércules Alicante      | Alicante  | Bardín       |
| Atlético Bilbao        | Bilbao    | San Mamés    |
| Club Atlético Aviación | Madrid    | Chamartín    |
| FC Barcelone           | Barcelone | Las Corts    |
| Betis Balompié         | Séville   | Heliópolis   |
| Celta Vigo             | Vigo      | Balaidos     |
| Espanyol Barcelone     | Barcelone | Sarriá       |
| Madrid FC              | Madrid    | Chamartín    |
| Racing Santander       | Santander | El Sardinero |
| Saragosse FC           | Saragosse | Torrero      |
| Séville FC             | Séville   | Nervión      |
| Valence CF             | Valence   | Mestalla     |

## Classement
| Rang | Équipe              | Pts | J  | G  | N | P  | Bp | Bc | Diff |
| ---- | ------------------- | --- | -- | -- | - | -- | -- | -- | ---- |
| 1    | Atlético Aviación   | 29  | 22 | 14 | 1 | 7  | 43 | 29 | +14  |
| 2    | Séville FC          | 28  | 22 | 11 | 6 | 5  | 60 | 44 | +16  |
| 3    | Athletic BilbaoT    | 26  | 22 | 11 | 4 | 7  | 57 | 44 | +13  |
| 4    | Madrid FC           | 25  | 22 | 12 | 1 | 9  | 47 | 35 | +12  |
| 5    | Espanyol BarceloneC | 24  | 22 | 11 | 2 | 9  | 43 | 43 | 0    |
| 6    | Hércules Alicante   | 23  | 22 | 9  | 5 | 8  | 41 | 34 | +7   |
| 7    | Saragosse FCP       | 21  | 22 | 7  | 7 | 8  | 30 | 40 | -10  |
| 8    | Valence CF          | 21  | 22 | 9  | 3 | 10 | 40 | 36 | +4   |
| 9    | FC Barcelone        | 19  | 22 | 8  | 3 | 11 | 32 | 38 | -6   |
| 10   | Celta VigoP         | 19  | 22 | 9  | 1 | 12 | 45 | 50 | -5   |
| 11   | Betis Balompié      | 16  | 22 | 6  | 4 | 12 | 26 | 51 | -25  |
| 12   | Racing Santander    | 13  | 22 | 6  | 1 | 15 | 37 | 57 | -20  |

- Champion
- Barrages de relégation
- Relégation en Segunda División

Barrage de promotion :
Le match de barrage se joue sur une rencontre unique disputée à Madrid : le Celta Vigo bat le Deportivo La Corogne, deuxième de division 2, sur le score de un à zéro.

## Récompenses
L'attaquant espagnol Víctor Unamuno (Athletic Bilbao) termine Meilleurs buteurs du championnat d'Espagne de football avec 20 réalisations. Il devance Raimundo Blanco dit "Raimundo", de Séville FC, auteur de 18 buts et José Vilanova, de l'Hércules Alicante, qui inscrit 17 buts.
Le Trophée Zamora de meilleur gardien du championnat est attribué à Fernando Tabales, joueur de l'Atlético Aviación.

## Bilan de la saison
| Championnat d'Espagne de football 1939-1940 |                               |
| Champion                                    | Atlético Aviación (1er titre) |
| Dauphin                                     | Séville FC                    |
| Coupes et trophées                          |                               |
| Vainqueur de la Coupe d'Espagne 1939-1940   | Espanyol Barcelone            |
| Promotions et relégations                   |                               |
| Promus en Primera División                  | Real Murcie                   |
| Promus en Primera División                  | Real Oviedo                   |
| Relégués en Segunda División                | Real Betis Séville            |
| Relégués en Segunda División                | Racing Santander              |